# Tongwe (Tanganyika)
Tongwe è una circoscrizione rurale (rural ward) della Tanzania situata nel distretto di Tanganyika, regione di Katavi. Conta una popolazione di 48 079 abitanti (censimento 2022).